# Симеон Стойков
Симеон Стойков Петров е български революционер и политически деец, познат като Симеон Стойков.

## Биография
Роден е през 1851 г. в Твърдица. Син на Стойко Петров, шивач и кръчмар, в чиято къща Васил Левски се е укривал през три от петте си известни посещения в Твърдица. Брат на Стефан Стойков, революционер и деятел на освобождението, и на Кина Стойкова, известна местна помагачка на революционери.

## До Освобождението
Сестра му Кина Стойкова разказва как веднъж посрещнали Васил Левски в къщата без други, освен Стойко, Стефан и Симеон, да знаят кой е. Непознатият дошъл, представил се за търговец, двамата братя скочили да го посрещнат. На гости на Стефан била тогава и Райна Попгеоргиева, все още неизвестна. Стефан оживено се разговорил с непознатия и станало дума, че той му помогнал да се прибере от Румъния. Запели песни, първо народни, после патриотични, а мъжете останали да си говорят през нощта. После по този разказ и по лицето Кина разбира, че това е бил Апостолът.
Симеон учи в училище в Търново, където двамата с брат си квартируват при Стефан Стамболов, с когото се познават още от ранна възраст. После заминава при брат си да учи в Одеса (юнкерско пехотно училище), като Стефан Стойков вече е приятел с Христо Ботев, учещ там, и към тях се присъединява и Стамболов. Стефан Стойков обаче отива да учи във Франция и оставя групата в Одеса.
Стефан и Симеон вземат участие в Старозагорското въстание. Стамболов отишъл лично при тях, за да ги включи в начинанието. Кина Стойкова разказва за премеждията по-късно. Според нея непознатият (Стамболов) заминал някъде с брат ѝ Стефан, а тя когато попитала Симеон какво става, той ѝ дал заръки – да опече голямо количество хляб и да отиде в местността Падилата, където да пее народни песни (знак за събиране на четата). Събрали общо 24 четници и с две каруци оръжие и храна потеглили.
Разгромът на въстанието заварва група от общо 22 души да се връщат към Твърдица. Стефан Стойков успява да спаси четата и Стамболов, но не е толкова благосклонна съдбата към по-младия Симеон. Според мемоарите му, в село Елхово, на път за Твърдица е разпознат от арменец на име Андроник, който почва да го вика по име и да обяснява кой е. Първоначално Симеон се направил че не го чува, после и на глухоням. Но арменецът продължил да настоява. Тогава Симеон побягнал. Спасила го съобразителността му – с един кат дрехи и кон, задигнат от отворен двор, той се понесъл към Сливен, където слязъл, поизмил се, натирил коня и се преоблякъл. Влязъл в местна пивница, където „се сприятелил“ с двама турци, на които се представил за успешно сключил сделка търговец и ги черпил до късно.
След няколко дни го арестуват, като разпитът води лично известният Тосун Паша от Пловдив – „човек неграмотен и свиреп“. Той доказал описанието. Вярвайки, че в лицето на Симеон е заловил „баш комита“, започнал да го измъчва и стигнал дотам да му вади зъби с нагорещени клещи. Симеон нищо не признал, а Тосун бил разколебан от явилите се двама турски свидетели от Сливен, които заявили, че същия ден същият човек в други дрехи е пил с тях в посочена пивница. Пуснал войводата, но по-скоро за да не буни духовете с недоказано наказание.
Кина разказва за тези дни като за най-страшните. Няколко седмици Симеон бил между живота и смъртта в треска, срещу която го повивали в кожи. Получил инфекция, която слязла и в гърлото, от разкъсаната уста. Криели го и от турците, които можело всеки момент да размислят, но и от своите – защото приближаването на който и да е комита до къщата, в която го прибрали, означавало поне нов арест, което си било равно на смъртна присъда. Все пак ужасът се разминал, подпомогнат може би и от скорошната смяна на Тосун Паша на поста.
По време на Априлското въстание твърдичани съдействат на четата на Стоил Войвода. Идеолог е Стефан Стойков, а след разгрома на въстанието Симеон за кратко емигрира в Плоещ.

## Освободителна война (1877 – 1878)
По време на Руско-турската война от 1877 – 1878 г. е войвода на чета опълченци. Спомага създаването на четата на свещеник Нягол, зачислявайки му 10 души от четата си.
Руското командване отказва на твърдичани да участват в бойните действия и им разпорежда да водят действия в тила на врага. Стефан трябва да е разузнавач в тила, а Симеон да води чета и да помага на русите и на брат си. Четата няма да е на фронта, а ще води партизански боеве. Това особено много разочарова Симеон и четниците.
За организацията на четата Симеон се свързва с Панайот Хитов, който му помага. Първоначално четата е над 100 души. Стефан дава на брат си Симеон Стойков информация за нахождение на множество комити, действащи поединично, които скоро биват включени в четата. Симеон се свързва и с руското командване в Горна Оряховица, където е представен на предния руски отряд.
След нахлуването на Сюлейман паша в Твърдица, четата минава в движение и се занимава с неутрализиране на турските заслони с картечни гнезда в региона през лятото на 1877. В боевете при напредването на бойците на Гурко и Калитин през Балкана се включват и много турски опълченци. Те биват отблъснати в битка от армията и попадат в клопка от четата на Симеон, която е чакала друга турска армия в засада на брода при село Атлари, но като чува стрелбата бързо се включва. В боя загива свещеникът Ангел Братоев. Вторият фронт води до разгром на турците, които се разпръсват и бягат. Четата ги преследва и се натъква на над 60 изклани жътварки, които бягащите турци заколват за отмъщение. В отговор четата подпалва турското село Чалтъкчия (дн. Оризари).
На връх Нова година, на 1 януари 1878, четата успява да удари изненадващо турски пехотен батальон, който готви засада на настъпващите руснаци в местността Предела. Възможно е бройката да е преувеличена, предвид сведението, че около Твърдица са оставени само три пехотни батальона, или да става дума за турски доброволци, а не редовна войска. В обратния случай действията на четата на Симеон Стойков са ключови за освобождението на района и прохода.
Парадът на Освобождението в Твърдица е поведен от Александър Пушкин (син). Втори руски ескадрон, воден от известния в района майор Кардашевски, дефилира на мегдана, а в редиците му е и четата на Симеон. Самият Симеон е произведен в звание капитан и е сред руските офицери. Това не е необичайно – Симеон има руско военно образование и вероятно още от Одеса е имал чин от руската армия, подобно и на други опълченци – например Ильо войвода. Рапортува на парада на майор Кардашевски, който показно го прегръща след рапорта. Това е моментът, в който твърдичани с изстрели и викове приветстват освобождението си.

## След освобождението
Симеон съдейства на руската власт като комендант. Избран е за кмет на Твърдица и като такъв го заварва Съединението. През Сръбско – българската война няма наборна политика и поради това Симеон в качеството си на кмет прави мобилизацията. Той лично я провежда в Твърдица, а комитите му обикалят по другите села да мобилизират населението. Списъците от войната не са запазени, но е потвърдено участието на 39 твърдичани в Сръбско-българската война. На частичните избори през 1886 е избран за депутат (Каравеловата партия) и сдава кметския пост.
Приятелството на семейството със Стамболов води и до обратен ефект. Според твърдения на роднини, Симеон Стойков е бил в откровено враждебни отношения с Никола Обретенов, стигнали дори до бой. Първоначално е в добри отношения със Захари Стоянов, но при едно посещение се скарват. Посещението е свързано вероятно с цензурата и опитът на Симеон Стойков да издаде мемоари. Симеон бегло споменава Захари Стоянов, за Обретенов мълчи, като това е взаимно – и Стоянов, и Обретенов игнорират присъствието на твърдичани в революционните действия. Това не е изключение – историографията неглижира и постиженията на Хитов, битката за Елена и много други събития и имена, свързани с русофилските кръгове.
Симеон получава смъртна присъда по време на стамболовия режим. Не са ясни подробности около смъртната присъда (около 1887). Стамболов е параноичен към заговори и е възможно да е негово внушението, макар че нищо не предполага Твърдица да е участвала в бунтове. Във всеки случай не е изключено присъдата да е и по линия на стария противник – Обретенов, който потушава бунтовете на русофилите в Тутракан, Русе и Силистра, а помилването да е дошло от Стамболов. По същите обвинения осъден (макар и с по-лека присъда, предвид че не е бил депутат) е и Панайот Хитов, който е спомогнал за сформирането на четата на Симеон Стойков при Освобождението.
През 1907 г. Симеон Стойков се преселва в Поморие (Анхиало), след големия пожар, който унищожава стария град. Купува земи и е един от първите в района, който внася земеделска техника. Там умира през 1940.

## Наследство
Какъвто и да е случаят със смъртната присъда, той допринася за изхвърлянето на Симеон от историографията по онова време. С цар Фердинанд, търсещ одобрение от Русия, се появяват нови надежди за слава на четниците, но скоро те са попарени – придворните историографи се отнасят откровено подигравателно към четниците. Цензурата го отрича, като официално през времето на Фердинанд признават само 7 чети, а останалите бавно си пробиват път в годините, като много са забравени.
Въпреки това обаче твърдишките войводи получават място в историята, защото те живеят в спомените и разказите на краеведите и в собствените мемоари на Симеон. Освен това Симеон Стойков оставя и много голям род, който живее основно в Твърдица, Поморие, Бургас и София. Има паметна плоча – в Твърдица и паметник в Поморие, както и улици, кръстени на него в София и Поморие.